# Trifon Ivanov
Trifon Marinov Ivanov (bulharsky: Трифон Маринов Иванов; (27. července 1965, Veliko Tarnovo - 13. února 2016, Samovodene) byl bulharský fotbalista. Zemřel 13. února 2016 ve věku 50 let na infarkt myokardu.

## Hráčská kariéra
Trifon Ivanov hrál jako obránce za Etar Veliko Tarnovo, PFK CSKA Sofia, Betis Sevilla, Neuchâtel Xamax, SK Rapid Vídeň, FK Austria Vídeň a Floridsdorfer AC.
Za Bulharsko hrál 76 zápasů a dal 6 gólů. Hrál na MS 1994 a 1998 a na ME 1996.

## Úspěchy
CSKA Sofie
- Bulharská liga: 1988–89, 1989–90, 1991–92
- Bulharský pohár: 1988–89;

Rapid Vídeň
- Rakouská liga: 1995–96

Individuální
- Bulharský fotbalista roku: 1996